# Episodi di Squadra Speciale Cobra 11 (ventiduesima stagione)
La ventiduesima stagione della serie televisiva Squadra Speciale Cobra 11 è andata in onda in prima visione sul canale televisivo tedesco RTL dal 14 settembre al 21 dicembre 2017 (stagione 42 di RTL) e dal 29 marzo al 3 maggio 2018 (stagione 43 di RTL).
In Italia la prima parte della stagione (episodi nº 1-10) è stata trasmessa su Rai 2 dal 16 luglio al 3 settembre 2018. I restanti episodi sono andati in onda dal 9 luglio al 6 agosto 2019, dopo che erano già stati trasmessi per la prima volta in lingua italiana da RSI LA1 dal 10 al 20 dicembre 2018.
Il primo episodio della stagione, dove avviene il secondo matrimonio di Semir e Andrea, ha durata doppia.
| nº | Titolo originale       | Titolo italiano               | Prima TV Germania | Prima TV Italia  |
| -- | ---------------------- | ----------------------------- | ----------------- | ---------------- |
| 1  | Jenseits von Eden      | Operazione Eden - 1 e 2 parte | 14 settembre 2017 | 16 luglio 2018   |
| 1  | Jenseits von Eden      | Operazione Eden - 1 e 2 parte | 14 settembre 2017 | 23 luglio 2018   |
| 2  | Preis der Freundschaft | Il prezzo dell'amicizia       | 21 settembre 2017 |                  |
| 3  | Eltern undercover      | Genitori sotto copertura      | 28 settembre 2017 | 30 luglio 2018   |
| 4  | Road Trip              | Questioni di famiglia         | 12 ottobre 2017   | 30 luglio 2018   |
| 5  | Der König von Ahjada   | Attacco al re                 | 19 ottobre 2017   | 20 agosto 2018   |
| 6  | Halloween              | Halloween                     | 26 ottobre 2017   | 20 agosto 2018   |
| 7  | Die verlorenen Kinder  | Figlio perduto                | 2 novembre 2017   | 27 agosto 2018   |
| 8  | Alles aus Liebe        | Tutto per amore               | 9 novembre 2017   | 27 agosto 2018   |
| 9  | Unter Brüdern          | Fratelli                      | 16 novembre 2017  | 3 settembre 2018 |
| 10 | Ein Scheißtag          | Una giornata infernale        | 30 novembre 2017  | 3 settembre 2018 |
| 11 | Freier Fall            | Caduta libera                 | 7 dicembre 2017   | 9 luglio 2019    |
| 12 | Blut und Wasser        | Sangue e acqua                | 14 dicembre 2017  | 9 luglio 2019    |
| 13 | Überleben              | Sopravvivenza                 | 21 dicembre 2017  | 16 luglio 2019   |
| 14 | Hooray for Bollywood   | Bollywood                     | 29 marzo 2018     | 16 luglio 2019   |
| 15 | Autohacker             | Ricatto elettronico           | 5 aprile 2018     | 23 luglio 2019   |
| 16 | Blinde Zeugin          | La testimone                  | 12 aprile 2018    | 23 luglio 2019   |
| 17 | Held der Straße        | L'eroe della strada           | 19 aprile 2018    | 30 luglio 2019   |
| 18 | Kein Entkommen         | Senza scampo                  | 26 aprile 2018    | 30 luglio 2019   |
| 19 | Klassenfahrt           | Gita di classe                | 3 maggio 2018     | 6 agosto 2019    |

## Operazione Eden
- Titolo originale: Jenseits von Eden

### Trama
Semir e Andrea si sposano per la seconda volta, ma a differenza del primo matrimonio, questa volta vogliono qualcosa di piccolo e familiare. L'unico problema è che hanno lasciato la responsabilità dell'intera organizzazione ai loro testimoni, Paul e Dana, che hanno idee completamente diverse. Poi, quando viene rapito il padre di Andrea, Semir e Paul si ritrovano a dover sventare un colpo di Stato di nostalgici della DDR.
- Ascolti Italia: telespettatori 1.031.000 (prima parte), 1.165.000 (seconda parte) – share 5,12% (prima parte), 5,46% (seconda parte)[senza fonte]

## Il prezzo dell'amicizia
- Titolo originale: Preis der Freundschaft

### Trama
Un ex amico di Paul, Louis, ha urgentemente bisogno di un donatore, ma dei commercianti di organi senza scrupoli portano via la sua speranza. Ora può aiutarlo solo una persona: Paul. Quest'ultimo farà tutto il possibile per salvare la vita del suo amico d'infanzia. Inizia così una corsa contro il tempo in cui Paul non solo dovrà vedersela con dei commercianti di organi senza scrupoli, ma anche con i propri colleghi.
- Ascolti Italia: telespettatori 1.025.000  – share 5,40%[senza fonte]

## Genitori sotto copertura
- Titolo originale: Eltern undercover

### Trama
Semir e Paul liberano un bambino di 7 anni da una macchina. Dal piccolo vengono a sapere che i sequestratori hanno con sé altri tre bambini, e che vogliono darli illegalmente in giro a famiglie Per incastrare i perfidi trafficanti di bambini, il commissario prende una decisione straordinaria: Jenny e Paul devono spacciarsi come coppia di coniugi interessata ad adottare un bambino.
- Ascolti Italia: telespettatori 1.116.000 – share 5,45%[senza fonte]

## Questioni di famiglia
- Titolo originale: Road Trip

### Trama
Dopo tantissimo tempo, Paul, sua sorella Lisa e il padre Klaus si riuniscono per stare un po' in famiglia, ma vengono rapiti da persone sconosciute, solo Klaus riesce a fuggire e avvisare Semir. Si scopre che i rapitori sono i fratelli del marito assassinato di Lisa.
- Ascolti Italia: telespettatori 1.115.000  – share 6,02%[senza fonte]

## Attacco al re
- Titolo originale: Der König von Ahjada

### Trama
Quando il re dello Stato minuscolo di Ahjada arriva in Germania, Semir e Paul vengono assegnati alla sua scorta, ma purtroppo accade il peggio: il re rimane ucciso in un attentato. I servizi segreti dello stato di provenienza del re sono sicuri che l’attentatrice sia una certa Dinaj, ma Semir ha qualche dubbio.
- Ascolti Italia: telespettatori 1.085.000  – share 5,95%[senza fonte]

## Halloween
- Titolo originale: Halloween

### Trama
Paul e Semir diventano testimoni di un rapimento. Dopo un inseguimento, una donna misteriosa attira l'attenzione di Paul, che si trova sull'autostrada in un abito estivo. Paul la segue fino a una casa deserta nel bosco, ma improvvisamente la giovane donna scompare. Paul ha un brutto presentimento: ha forse visto un fantasma? La ricerca dei rapitori conduce i due poliziotti in un'impresa di pompe funebri. Il caso diventa sempre più misterioso: la giovane donna dell'autostrada lavorava lì, ma un anno fa venne investita.
- Ascolti Italia: telespettatori 955.000  – share 6,03%[senza fonte]

## Figlio perduto
- Titolo originale: Die verlorenen Kinder

### Trama
Un detenuto viene liberato da una coppia durante un trasporto di prigionieri. Un crimine che non sembra avere alcun senso, finché Semir e il commissario non seguono una traccia che risale agli anni 80. I due presto scoprono che hanno a che fare con degli avversari fanatici che non hanno paura di niente: un'organizzazione che ha sconvolto le fondazioni della Repubblica Federale Tedesca: la Rote Armee Fraktion, un gruppo terroristico di estrema sinistra.
- Ascolti Italia: telespettatori 1.141.000  – share 5,37%[senza fonte]

## Tutto per amore
- Titolo originale: Alles aus Liebe

### Trama
Quando Semir e Paul arrestano un ladro in fuga e gli tolgono la maschera dal viso, rimangono senza parole: è il loro amico e collega Hartmut. Che cosa è successo? Hartmut non è mica un criminale. O forse sì? Forse c'entra qualcosa la sua nuova fidanzata? Siccome Hartmut non dice una parola, Semir e Paul dovranno scoprire da soli cosa c'è dietro al furto.
- Ascolti Italia: telespettatori 1.123.000  – share 5,99%[senza fonte]

## Fratelli
- Titolo originale: Unter Brüdern

### Trama
Semir e Paul sono coinvolti in una rapina sull'autostrada, che finisce quasi in una catastrofe. Nell'ultimo secondo, Semir può salvare uno dei colpevoli dalla morte sicura - è suo fratello maggiore Kemal. A sua difesa, Kemal finge di essere stato costretto dalla banda a fare la rapina. Ma ben presto Semir e Paul scoprono che Kemal non gli ha raccontato tutta la verità e che quest'ultimo si trova in grande pericolo.
- Ascolti Italia: telespettatori 1.370.000  – share 6,16%[senza fonte]

## Una giornata infernale
- Titolo originale: Ein Scheißtag

### Trama
Paul e Semir ricercano, in conformità a un ordine di servizio, un boss della droga, nominato "Il cocchiere", ma sono inseguiti dalla sfortuna. Durante le indagini incontrano Franka, che è in prigione per furto. Franka propone un accordo: se venisse scarcerata immediatamente, aiuterebbe i due poliziotti a catturare il boss della droga prima che lo faccia la polizia federale. Ma la sua parlantina e il suo comportamento non convenzionale assicurano che la giornata di Semir e Paul non diventi migliore...
- Ascolti Italia: telespettatori 1.240.000  – share 6,22%[senza fonte]

## Caduta libera
- Titolo originale: Freier Fall

### Trama
Una vecchia amica di Dana viene uccisa e la figlia di Semir decide di indagare sull'omicidio nonostante il parere contrario del padre, finendo in mezzo ad un'intricata ragnatela di crimini e pericoli. Dana faceva parte di un gruppo di amici tra i quali vi era anche il suo ex-fidanzato dediti a pratiche di selfie estremi. Un giorno il gruppo ad esclusione di Dana si ritrova a vedere l'omicidio di un uomo e l'ex-fidanzato decide di ricattare l'assassino e il mandante dell'omicidio, ma questo scatenerà la morte dei suoi amici. Nel finale di puntata Dana riceverà i risultati del test d'ingresso per l'accademia di polizia.
- Ascolti Italia: telespettatori 885.000 - share 4,50%[1]

## Sangue e acqua
- Titolo originale: Blut und Wasser

### Trama
Paul e Jenny indagano sulla morte di Markus Meyer, un amico di Paul appartenente ai corpi speciali e morto in un incidente in autostrada. Ben presto i due interrogando i fratelli di Markus (Tom e Kian), capiranno che dietro l'apparenza perbenista si cela un passato tragico.
- Ascolti Italia: telespettatori 792.000 - share 4,58%[1]

## Sopravvivenza
- Titolo originale: Überleben

### Trama
Semir e Paul sono sulle tracce di un pericoloso assassino. Nel corso delle indagini, i due poliziotti della stradale, scoprono che una banda di rapinatori lo sta cercando per vendicare l'omicidio della sorella del capo della banda, fidanzata dell'assassino, fanatico della fine del mondo.
- Ascolti Italia: telespettatori 859.000 - share 4,38%[2]

## Bollywood
- Titolo originale: Hooray for Bollywood

### Trama
Inseguendo dei ladri d'auto, Semir e Paul si schiantano contro un set di un film di Bollywood. Faranno la conoscenza di alcuni attori del set e ben presto Prya, la protagonista, verrà rapita a scopo estorsivo. Dall'indagine si capirà che il rapimento è una messa in scena dell'attrice e del suo fidanzato, uno stuntman tedesco, per fuggire dal produttore indiano di Prya, innamorato di lei e membro della mafia indiana. Nell'indagine fa la comparsa Abishek, noto attore indiano che pensa di essere un vero detective.
- Ascolti Italia: telespettatori 817.000 - share 4,51%[2]

## Ricatto elettronico
- Titolo originale: Autohacker

### Trama
Nel giorno del compleanno di Dana, Semir decide di regalarle un'auto a guida autonoma che prova subito insieme ad Andrea. Ben presto le due perdono il controllo dell'auto che verrà hackerata da un boss della Yakuza. Quest'ultimo ricatterà Semir per poter trovare la moglie, una pentita amica della Kruger, che si trova sotto protezione in un luogo sicuro. Semir tenterà diverse volte di salvare la sua famiglia.
- Ascolti Italia: telespettatori 888.000 – share 4,84%[3]

## La testimone
- Titolo originale: Blinde Zeugin

### Trama
Ingrid Seeler, giudice non vedente, si trova sulla scena di un omicidio avvenuto in tribunale. Poco dopo subisce un attentato dal quale esce illesa. Semir e Paul riescono a scoprire un legame tra il delitto e un'organizzazione mafiosa russa che successivamente rapisce la testimone. La squadra fa di tutto per salvare la giudice e lei sfrutta la sua grande intelligenza per dare filo da torcere ai rapitori.
- Ascolti Italia: telespettatori 906.000 – share 5,35%[3]

## L'eroe della strada
- Titolo originale: Held der Straße

### Trama
Il senzatetto Charles salva la vita della piccola figlia di Semir, Lilly, che stava per essere investita da un'auto. Come ringraziamento, Andrea offre all'uomo un tetto sopra la testa. Lo strano ospite, che risulta essere una persona irriverente che crea guai, mette alla prova il matrimonio di Semir. Ma poi l'angelo custode si rivela all'improvviso la chiave nelle indagini per l'arresto del commerciante di armi internazionale Aaron Dumont.
- Ascolti Italia: telespettatori 1.052.000 spettatori – 5,36%[4]

## Senza scampo
- Titolo originale: Kein Entkommen

### Trama
Per proteggere il suo amico italiano, un proprietario di un ristorante, e la sua famiglia, Semir aiuta il pericoloso mafioso Carlo Tramtoni a fuggire. Il poliziotto scorta il padrino della ‘Ndrangheta calabrese oltre il confine di stato fino alla costa belga. Il viaggio snervante per salvare il suo amico si rivela una missione suicida e Semir deve ricorrere all'aiuto dei suoi colleghi.
- Ascolti Italia: telespettatori 1.048.000 spettatori – 5,85%[4]

## Gita di classe
- Titolo originale: Klassenfahrt

### Trama
Ronny deve essere rimandato in Cile, Semir e Paul riescono a  convincere il giudice a farlo rimanere, garantendo per lui fino a che non avrà trovato un domicilio fisso e un posto di lavoro. Si recano a Dresda insieme ad Andrea per incontrare Timo, un vecchio amico. Saranno costretti a indagare sulla mafia vietnamita che gestisce il contrabbando di sigarette. 
- Ascolti Italia: telespettatori 975.000 - share 5,36%[5]